# John Sykes
John James Sykes (Reading, 29 de julio de 1959-20 de enero de 2025) fue un músico británico, conocido por su trabajo como guitarrista en las bandas Whitesnake, Thin Lizzy y Tygers of Pan Tang. También lideró el grupo de hard rock Blue Murder y publicó algunos álbumes como solista.
Tras su paso por Tygers of Pan Tang a principios de la década de 1980, Sykes se unió a Thin Lizzy para su álbum de 1983 Thunder and Lightning. Después se unió a Whitesnake, con quienes grabó el álbum autotitulado de 1987, que se convirtió en un éxito de ventas. Sin embargo, fue despedido de la banda antes de la publicación del disco en circunstancias controvertidas, lo que le llevó a formar su propio grupo, Blue Murder. Tras dos álbumes y un disco en directo, emprendió una carrera en solitario. Durante el resto de la década de 1990 y comienzos de los años 2000, Sykes dividió su tiempo entre su carrera en solitario y la nueva formación de Thin Lizzy, la cual lideró hasta 2009.
Influido por músicos como Jimmy Page, Ritchie Blackmore y Gary Moore, Sykes era conocido por su peculiar estilo de tocar, caracterizado por el uso de armónicos artificiales y su sentido de la melodía. En 2004 fue incluido en la lista de Guitar World de los «100 mejores guitarristas de heavy metal de todos los tiempos». En 2006, Gibson lanzó la línea limitada John Sykes Signature Les Pauls, inspirada en su Gibson Les Paul Custom de 1978.

## Primeros años
John James Sykes nació el 29 de julio de 1959 en Reading, Berkshire. Vivió tres años con su familia en Ibiza, España, donde su padre y su tío establecieron una discoteca. Después, regresaron nuevamente a Reading.
A los catorce años empezó a interesarse en la ejecución de la guitarra cuando su tío le mostró algunos punteos de Eric Clapton. Durante los dos años siguientes, practicó tocando canciones de blues con una vieja guitarra de cuerdas de nailon. Al regresar a Reading, Sykes inició una relación sentimental y abandonó la guitarra durante año y medio. Tras mudarse a Blackpool retomó la práctica y su amigo Mervyn Goldsworthy, que más tarde tocaría el bajo en Diamond Head, Samson y FM, le pidió que se uniera al grupo Streetfighter.

## Carrera

### Primeros años
Sykes empezó su carrera a nivel profesional cuando dejó Streetfighter para unirse a Tygers of Pan Tang. Grabó dos discos con el grupo, Spellbound y Crazy Nights, ambos publicados en 1981. Al año siguiente, sin embargo, Sykes se había frustrado con la banda, ya que él y el vocalista Jon Deverill a menudo se peleaban con los otros miembros. Además, consideraba que el grupo carecía tanto del estilo como de la dedicación necesarios para alcanzar el éxito. Dejó la banda a comienzos de 1982, dos días antes de iniciar una gira por Francia. Sin embargo, apareció en dos temas del cuarto álbum de la banda, The Cage, que se publicó cuando él ya se había marchado.
Tras dejar Tygers of Pan Tang, audicionó para la banda de Ozzy Osbourne y fue miembro de la agrupación Badlands durante una breve etapa.

### Thin Lizzy

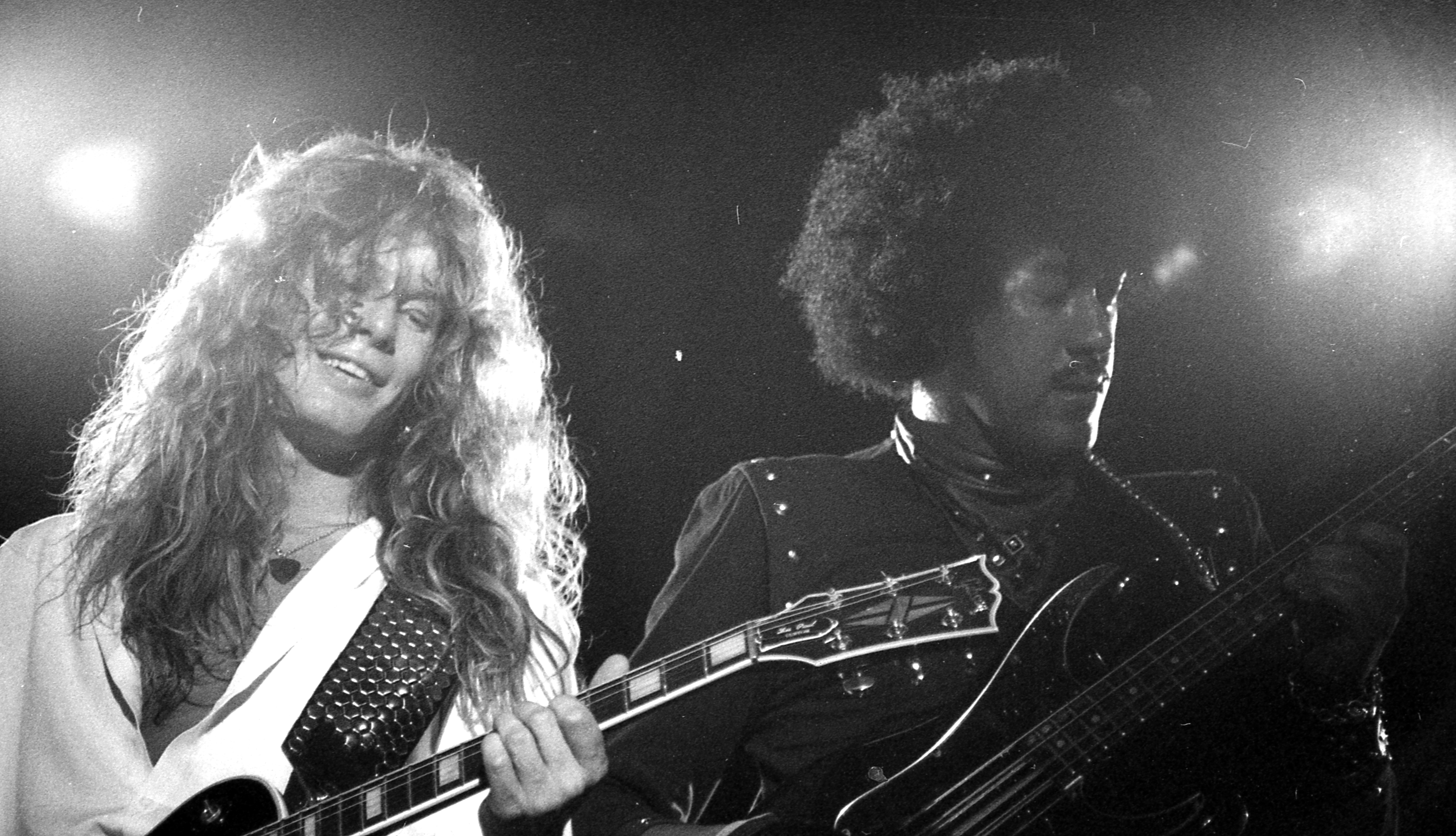
Sykes (izquierda) y Phil Lynott (derecha) actuando con Thin Lizzy en el Festival de Reading de 1983.

Sykes aún estaba obligado por contrato a entregar un sencillo a la discográfica MCA Records. A través del productor Chris Tsangarides se puso en contacto con el líder de Thin Lizzy, Phil Lynott. Ambos coescribieron e interpretaron el sencillo «Please Don't Leave Me», que se publicó en 1982. En el tema también participaron Brian Downey y Darren Wharton, otros miembros de Thin Lizzy. Posteriormente fue invitado a unirse a la banda y fue confirmado oficialmente como nuevo guitarrista en septiembre de 1982. Participó en la grabación de Thunder and Lightning de 1983 y coescribió el sencillo «Cold Sweat». La inclusión de Sykes ayudó a revitalizar la banda, orientándola hacia un sonido más cercano al heavy metal. La gira de presentación de Thunder and Lightning se anunció como el tour de despedida de Thin Lizzy, aunque Sykes y Lynott deseaban continuar. Durante la gira, la banda grabó el álbum en directo Life. Sykes también acompañó a Lynott en una gira europea en solitario. Thin Lizzy ofreció su último concierto en el Reino Unido en el Festival de Reading en agosto de 1983 antes de disolverse definitivamente tras una actuación en el festival Monsters of Rock de Nuremberg, el 4 de septiembre.
Lynott falleció el 4 de enero de 1986 a los 36 años. En 1994, Sykes junto con los antiguos miembros de Thin Lizzy Brian Downey, Scott Gorham y Darren Wharton, formaron una nueva versión en directo de la banda que se presentó como un homenaje a la vida y obra de Phil Lynott. Aunque la agrupación sólo interpretó canciones del catálogo de Thin Lizzy y no compuso material nuevo, fue criticada por utilizar el nombre de Thin Lizzy sin Lynott. En el año 2000 publicaron el disco en directo One Night Only. Sykes continuó al frente de Thin Lizzy a través de varios cambios de formación antes de anunciar su propia salida en 2009, declarando: «siento que es hora de volver a tocar mi propia música». Scott Gorham reformaría más tarde Thin Lizzy sin la participación de Sykes.

### Whitesnake

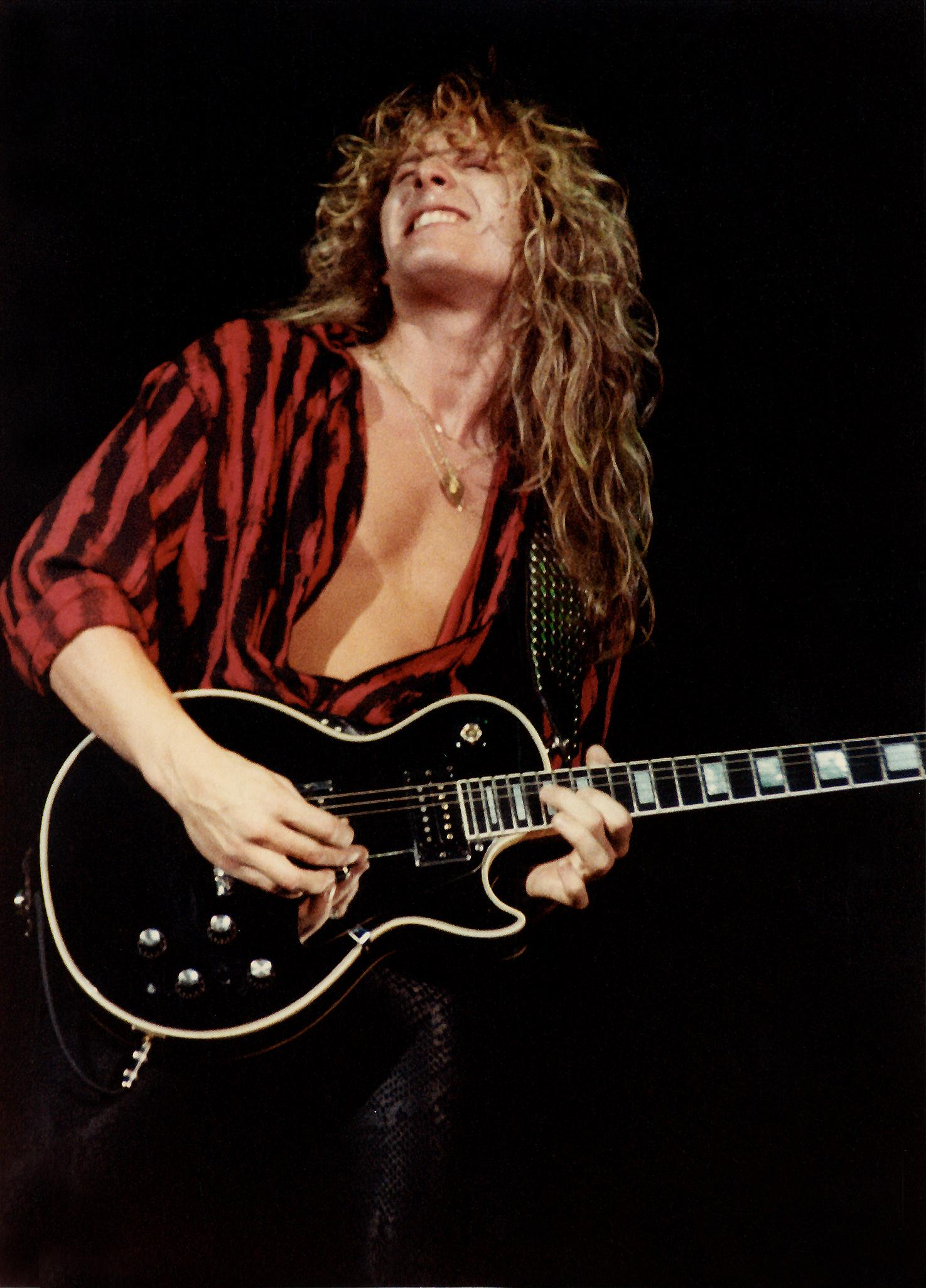
Sykes actuando con Whitesnake en el Oakland Coliseum en 1984.

Tras la disolución de Thin Lizzy, Sykes estaba inicialmente dispuesto a seguir trabajando con Lynott en lo que se convertiría en la agrupación Grand Slam. Sin embargo, aceptó la propuesta de unirse al grupo inglés de hard rock Whitesnake, con los que había coincidido durante una gira con Thin Lizzy. Tras negociar un contrato satisfactorio y recibir la bendición de Lynott, Sykes aceptó unirse a la banda. Debutó en directo con el grupo en Dublín el 17 de febrero de 1984. Primero se le encargó la grabación de nuevas partes de guitarra para el lanzamiento estadounidense del álbum de 1984 Slide It In. Posteriormente, Whitesnake se embarcó en una larga gira mundial, que culminó con dos actuaciones en el festival Rock in Rio de 1985. El disco se convirtió en el primer gran éxito de Whitesnake en Estados Unidos, vendiendo más de medio millón de copias. Sykes desempeñó un papel clave con un aspecto y un sonido más vibrantes en comparación con los anteriores guitarristas de la banda.
Participó activamente en el siguiente álbum, coescribiendo nueve canciones con el vocalista David Coverdale. Sykes comenzó a empujar a la banda hacia un sonido más mainstream, que Coverdale describió como «más delgado, malvado y electrizante». Ambos empezaron a componer juntos en el sur de Francia a principios de 1985, antes de dirigirse a los estudios Little Mountain Sound de Vancouver para empezar a grabar. Sin embargo, la relación de Coverdale con el resto de la banda se deterioró y decidió despedir a todos los miembros del grupo, incluido Sykes. El séptimo álbum de Whitesnake se publicó en abril de 1987 y se convirtió en el álbum de mayor éxito comercial de la banda hasta la fecha, alcanzando el segundo lugar en la lista Billboard 200 y vendiendo más de ocho millones de copias en Estados Unidos.
Desde que dejó Whitesnake, la relación de Sykes con Coverdale siguió siendo tensa, ya que el primero se sentía «muy amargado» por la forma en que el cantante gestionó su despido. A principios de la década de 2000 hubo un «acercamiento» entre ambos, ya que Coverdale se encontraba buscando una nueva formación para Whitesnake. Según su propio relato, Sykes recomendó a Marco Mendoza y a Tommy Aldridge (ambos acabarían incorporándose), tras lo cual no volvió a saber nada de Coverdale. Mendoza afirmó haber actuado como una especie de mediador entre Sykes y Coverdale. Este último admitió haber hablado con Sykes sobre una posible reunión, pero finalmente decidió que los dos habían sido «sus propios jefes» durante demasiado tiempo para que una reunión funcionara. En 2017, Sykes se refirió al vocalista: «Realmente no tengo ningún interés en volver a hablar con él».

### Blue Murder
Tras su despido de Whitesnake, Sykes formó Blue Murder, banda de hard rock que contaba con el bajista Tony Franklin y el baterista Carmine Appice.Inicialmente, el batería Cozy Powell y el vocalista Ray Gillen fueron elegidos para el proyecto. El primero terminó uniéndose a Black Sabbath, mientras que el segundo fue despedido después de que el ejecutivo de Geffen Records John Kalodner animara a Sykes a liderar la banda él mismo.
El álbum debut de Blue Murder fue publicado en abril de 1989, alcanzando la posición número 69 en la clasificación Billboard 200. Acto seguido, la banda se embarcó en una gira por Norteamérica y Japón. Aunque su álbum de debut llegaría a vender unas 500 000 copias, según Sykes, el éxito de Blue Murder no estuvo a la altura de las expectativas ni del grupo ni de la discográfica. Consideraba que Geffen Records no promocionó adecuadamente al grupo, declarando: «Creo que intentaban que David [Coverdale] y yo volviéramos a estar juntos. Querían que volviera con la "fórmula ganadora". Pero las heridas estaban demasiado frescas. Me quedé con la misma discográfica. En retrospectiva, me habría ido mejor con otro sello».
Durante la grabación del segundo álbum, Franklin y Appice abandonaron el grupo y fueron sustituidos por Marco Mendoza y Tommy O'Steen. Al mismo tiempo, Sykes estaba siendo considerado para el puesto de guitarrista en Def Leppard. Aunque no hubo audiciones formales, tocó con la banda y cantó coros en su álbum Adrenalize de 1992. Finalmente, Def Leppard contrató a Vivian Campbell, anterior miembro de Dio y Whitesnake. Blue Murder, por su parte, publicó su segundo álbum Nothin' But Trouble en 1993. El disco no figuró en las listas de ventas, algo que Sykes atribuyó una vez más a Geffen Records, que, en su opinión, «no hizo nada» para promocionarlo. En 1994, Blue Murder publicó el álbum en directo Screaming Blue Murder: Dedicated to Phil Lynott, tras lo cual fueron dados de baja de su discográfica y se disolvieron.
Hubo varios intentos de reunir a Blue Murder desde la ruptura de la banda. En 2019, Carmine Appice declaró que el grupo había ensayado pero Sykes quería que la banda saliera de gira bajo el nombre de John Sykes & Blue Murder, algo que el baterista no estaba dispuesto a hacer. En 2020 Appice declaró que él y Sykes habían hablado una vez más sobre la posibilidad de una reunión de Blue Murder, pero finalmente el proyecto no se concretó.

### Carrera en solitario
Tras separarse de Geffen Records en 1994, firmó con la rama japonesa de Mercury Records y publicó su primer álbum en solitario titulado Out of My Tree en 1995. Su segundo disco Loveland fue estrenado dos años después. Mercury Records había solicitado inicialmente un EP de siete baladas, pero Sykes decidió finalmente ampliar el proyecto y convertirlo en un álbum propiamente dicho. 20th Century, un disco complementario de Loveland con material más pesado, se publicó ese mismo año. Fue seguido por Nuclear Cowboy del año 2000. Tras un intento fallido de conseguir un contrato discográfico europeo con Z Records, firmó un contrato de distribución con la compañía Burnside en 2003, lo que hizo que sus álbumes en solitario estuvieran disponibles en Estados Unidos por primera vez. En 2005 estrenó un álbum en directo titulado Bad Boy Live! De acuerdo con el guitarrista Richard Fortus, Sykes también audicionó para Guns N' Roses en 2009.
Durante una aparición en el programa That Metal Show en 2011, Sykes reveló que se encontraba trabajando en un nuevo proyecto musical con el baterista Mike Portnoy. Sin embargo, Eddie Trunk confirmó en 2012 que el proyecto, de título tentativo Bad Apple, no se encontraba avanzando. El bajista Billy Sheehan también había sido invitado a formar parte de la banda, pero finalmente las agendas de los miembros no coincidieron. Según Trunk, Sykes «no tenía el mismo horario» que Portnoy y Sheehan. Sykes fue reemplazado más adelante por Richie Kotzen y el grupo se convirtió en The Winery Dogs.
En 2013, Sykes reveló que se encontraba trabajando en un nuevo disco en solitario. En 2014 se publicaron algunas muestras del álbum. En enero de 2019 se anunció que Sykes había firmado un contrato de grabación con Golden Robot Records con la intención de lanzar su álbum largamente retrasado ese mismo año. Sin embargo, en noviembre el músico anunció que había puesto fin a su acuerdo con dicha discográfica. El 1 de enero de 2021 lanzó «Dawning of a Brand New Day», su primer material original en más de veinte años. Le siguió «Out Alive» en julio.

## Vida personal y fallecimiento
Sykes se casó con Jennifer Brooks-Sykes el 10 de abril de 1989, tras cuatro años de convivencia. Permanecieron juntos hasta 1999. La pareja tuvo tres hijos: James, John Jr. y Sean.
Falleció el 20 de enero de 2025 a los 65 años tras luchar contra el cáncer.

## Discografía

### Como solista
- Out of My Tree (1995)
- Loveland (1997)
- 20th Century (1997)
- Nuclear Cowboy (2000)
- Bad Boy Live! (2004)

### con Tygers of Pan Tang
- Spellbound (1981)
- Crazy Nights (1981)
- The Cage (1982) (Pistas 8 y 10)

### con Thin Lizzy
- Thunder and Lightning (1983)
- Life (1983)
- One Night Only (2000)

### con Whitesnake
- Slide It In (1984)
- Whitesnake (1987)

### con Blue Murder
- Blue Murder (1989)
- Nothin' but Trouble (1993)
- Screaming Blue Murder: Dedicated to Phil Lynott (1994)

### Otras apariciones
| Año  | Artista                   | Álbum                                                                    | Pistas                           | Créditos                     |
| ---- | ------------------------- | ------------------------------------------------------------------------ | -------------------------------- | ---------------------------- |
| 1992 | Def Leppard               | Adrenalize                                                               |                                  | Coros                        |
| 1996 | Varios                    | Crossfire: Salute to Stevie Ray                                          | «Pride and Joy»                  | Guitarra                     |
| 1998 | Varios                    | Merry Axemas 2 – More Guitars for Christmas                              | «God Rest You Merry, Gentlemen»  | Guitarra, producción, mezcla |
| 2001 | Phil Lynott               | Live in Sweden 1983                                                      | Todas                            | Guitarra, coros              |
| 2002 | Hughes Turner Project     | HTP                                                                      | «Heaven's Missing an Angel»      | Guitarra                     |
| 2004 | Derek Sherinian           | Mythology                                                                | «God of War»                     | Guitarra                     |
| 2016 | Rick Wakeman, Tony Ashton | Gastank                                                                  | «Growing Up", "The Man's a Fool» | Guitarra                     |
| 2018 | Varios                    | Moore Blues for Gary: A Tribute to Gary Moore by Bob Daisley and Friends | «Still Got the Blues»            | Guitarra                     |